# Нижнепышминское муниципальное образование
Нижнепышминское муниципальное образование — упразднённое сельское поселение в Тюменском районе Тюменской области Российской Федерации.
Административный центр — село Богандинское.

## История
Статус и границы сельского поселения установлены Законом Тюменской области от 5 ноября 2004 года № 263 «Об установлении границ муниципальных образований Тюменской области и наделении их статусом муниципального района, городского округа и сельского поселения». 7 октября 2004 года была упразднена деревня Знаменка.
19 апреля 2019 года объединено с муниципальном образованием посёлок Винзили в новое МО под названием Винзилинское муниципальное образование.

## Население
| 2010  | 2011  | 2012  | 2013  | 2014  | 2015  | 2016  |
| ----- | ----- | ----- | ----- | ----- | ----- | ----- |
| 1359  | ↗1360 | ↗1425 | ↗1470 | ↗1487 | ↘1361 | ↘1353 |
| 2017  | 2018  | 2019  |       |       |       |       |
| ↘1336 | ↘1303 | ↗1318 |       |       |       |       |

## Состав сельского поселения
| № | Населённый пункт | Тип населённого пункта       | Население |
| - | ---------------- | ---------------------------- | --------- |
| 1 | Аманадское       | село                         | 150       |
| 2 | Богандинское     | село, административный центр | ↗465      |
| 3 | Железный Перебор | деревня                      | ↗305      |
| 4 | Марай            | деревня                      | 226       |
| 5 | Пышминка         | деревня                      | 339       |